# Collège Pierre-Robert
 (octobre 2023).
Le collège Pierre-Robert du Dorat, dans le département français de la Haute-Vienne, accueille environ 250 élèves du bassin d'éducation et de formation Vienne-Gartempe. Situé 2, place Charles de Gaulle, il porte le nom de l'érudit local Pierre Robert (1589-1658).

## Ancien Régime
En 1624, trois religieuses bénédictines de la Trinité de Poitiers vinrent fonder une maison au Dorat. Parmi elles, se trouvait Catherine Pidoux, tante de Jean de La Fontaine. Elle mourut en 1662 au Dorat, âgée de 66 ans. En 1656, elles avaient reçu l'autorisation épiscopale d’ouvrir une école pour les jeunes filles. En 1703, elles construisirent une chapelle, qui devait être démolie en 1960 pour faire place à un bâtiment d'internat.
En 1743 une lettre de cachet interdit aux religieuses de recevoir des novices. Grande fut la consternation au Dorat. De la province entière suppliques, requêtes, pétitions affluèrent pour que le roi revînt sur sa décision[réf. nécessaire]. La communauté finit par obtenir la révocation de la mesure et continua à œuvrer jusqu'à l'incarcération en 1792 des 22 religieuses de ce couvent.

## Petit Séminaire
En 1806, le préfet de la Haute-Vienne vendit le couvent de la Trinité à l'abbé Coudamy et à vingt-quatre habitants du Dorat. L'abbé fut placé à la tête de cette maison qui prit le nom de collège du Dorat. En 1833, celui-ci fut vendu à l’évêché de Limoges pour devenir un petit séminaire, dont le supérieur était le curé de la paroisse. Deux vastes corps de bâtiment, l'un au midi, l'autre au nord, furent édifiés, doublant la superficie de l'ancien couvent.

## École laïque
En 1906, à la suite de la séparation de l'Église et de l'État, une école supérieure de jeunes filles y est créée dès 1910. À partir de 1944, elle est subdivisée en deux sections, l'une commerciale et l'autre industrielle. En 1961, les bâtiments devaient servir à un lycée d'enseignement professionnel et à un lycée d’enseignement général, qui devint collège en 1977. Le 20 mai 1983, le lycée professionnel prit le nom de George Sand et le collège celui de Pierre Robert. Le lycée professionnel accueille les élèves rue de l'Hozanne depuis la rentrée 1991.

## Sources
- Histoire du Dorat par Henri Aubugeois de La Ville du Bost (1880), réimpression chez Res Universis (1992)
- Histoire de l'église du Dorat, par Charles Blanchaud, Le Dorat, 1918.
- Le Dorat par Michel Courivaud, Le Livre d'histoire-Lorisse (2004)